# Koriaki
Koriaki (ros. Коряки) – wieś w Rosji, w Kraju Kamczackim, w rejonie jelizowskim. W 2010 liczyła 2735 mieszkańców.